# Ján Chryzostom Korec
Ján Chryzostom Korec (Bošany, 22 de gener de 1924- Nitra, 24 d'octubre de 2015) va ser un cardenal eslovac, bisbe emèrit de Nitra.

## Biografia
Va ingressar a la Companyia de Jesús el 15 de setembre de 1939; va haver d'interrompre els seus estudis de filosofia el 1950, arran de la supressió de l'ordre. Va ser ordenat sacerdot l'1 d'octubre de 1950 a l'edat de 26 anys, i el 24 d'agost 1951, als 27 anys, va rebre l'ordenació episcopal en la clandestinitat pel bisbe Pavel Hnilica.
Hi ha un home a Bratislava a qui tem el Partit Comunista ateu. Es diu Ján Korec i treballa com a obrer en una gran fàbrica. A pesar que sofreix asma, es va veure obligat a fer un treball pesat: carregar i descarregar grans tambors de quitrà diàriament. Quan les seves forces van flaquejar, ningú no va tenir compassió d'ell, perquè era un ciutadà de tercera categoria, és a dir, en els seus documents estava segellat: "acusat de traïció al seu país". Això va ser escrit per la premsa estrangera sobre Ján Korec el 1976 amb motiu del 25è aniversari de la seva ordenació.
Korec va tenir una història increïble per explicar. A l'Església de les catacumbes del segle xx va desenvolupar la seva personalitat humana i espiritual. La seva extraordinària història va començar el 1949, quan els comunistes van arribar al poder a Txecoslovàquia. A finals de 1950 totes les organitzacions de l'Església a Txecoslovàquia van ser paralitzades. Els bisbes van ser enviats a presó o a llocs sota arrest domiciliari; tres mil sacerdots diocesans van ser empresonats; religiosos, religioses i seminaristes deportats; monestirs, convents i deu dels dotze seminaris tancats. "L'Església a Txecoslovàquia està de genolls", va escriure Cepikca, el ministre per als assumptes eclesiàstics.
Els bisbes empresonats van començar a pensar en el futur de l'Església. Van haver de planificar l'ordenació de sacerdots i bisbes. Entre els escollits estava Ján Korec, ordenat el 1950 i només un any més tard fet bisbe. La cerimònia es va dur a terme en secret en presència de pocs testimonis. En Ján tenia tan sols 27 anys, el bisbe més jove del món.
Treballant en una fàbrica nou anys consecutius, Korec va continuar la seva missió sacerdotal i la de bisbe sense ser descobert per ningú. Arrestat el 1960, va continuar sent l'amic de tots a la presó, i durant dotze anys va celebrar missa cada dia. Els que resaven amb ell eren en la seva majoria joves presoners. No obstant això, l'experiència més difícil va ser el seu aïllament. Aquest és el seu testimoniatge: Sens dubte, aquest va ser el càstig més terrible. No obstant això, la necessitat és la mare de la invenció, per la qual cosa vaig descobrir un sistema molt senzill per trencar l'aïllament. M'imaginava que estava fent exercicis espirituals. Seguia un detallat i intens programa diari. Començava al matí amb una hora de meditació, així com ho havia fet en el convent. Després, Santa Missa. Per a això només tenia pa i vi, però això era suficient per donar-me gran alegria. Després de la Missa, començava el meu programa d'estudis. Revisava de memòria textos teològics i filosòfics, discutint en veu alta com si estigués a la universitat, enfront dels professors. Quan estava cansat, em relaxava cantant cançons religioses. Després continuava estudiant i orant. La nit arribava sense haver estat capaç de completar tot el programa que havia planejat. Després, quan vaig ser transferit des de la cel·la d'aïllament a una nova cel·la comuna, em vaig sentir més fort espiritualment com si realment hagués completat una sèrie d'exercicis espirituals.
Mentre va estar internat a Valdice (al nord de Bohèmia), Korec va sol·licitar repetidament la seva rehabilitació. Va escriure al ministre de Justícia d'Eslovàquia el següent: No he admès ni admeto haver comès conscientment una infracció contra la llei i la Constitució, de la qual se m'acusa. Ja he fet pública la meva opinió sobre el procediment del cas i no la canviaré. Jo no nego el fet d'haver ajudat a joves en els seus estudis teològics i d'haver ordenat sacerdots, però em nego a considerar aquests actes un delicte i molt menys una traïció. Vaig començar els dotze anys de la meva sentència convençut de ser víctima de represàlies obertament sostingudes en condicions d'absoluta impotència física i jurídica. Només els criminals són castigats amb dotze anys de presó... el judici al que vaig ser sotmès va fer un flac servei a la justícia eslovaca. Pel que fa a l'acusació d'haver tingut contactes amb capitalistes i terratinents, per haver estat destituït..., puc respondre que mai ho havia considerat. He estat educat en un ambient de pobresa i estic familiaritzat amb els problemes socials no pels llibres, sinó per la vida real. L'acusació de ser fidel al Papa, considero que és un honor. Aquesta fidelitat no necessita l'aprovació o el consentiment de ningú. La presó no ha disminuït aquesta fidelitat. És just això el que m'ha permès tolerar la presó. Un judici ha de servir per defensar als més febles, si la llei està del seu costat. La Justícia només pot servir a la Veritat: això està escrit en el Palau de Justícia a Bratislava. Homes valents i honests eslovacs han lluitat al llarg de la història per aquesta justícia. Jo no demano misericòrdia: simplement apel·lo a la Veritat, a la Llei i a la Justícia. Les injustícies que he experimentat personalment es poden oblidar. Però mai puc renunciar a la Veritat i la Justícia.
Rehabilitat el 1968 arran d'una amnistia general, Ján Korec va sortir de la presó greument malalt. El 1969, durant un nou judici, el jutge va rehabilitar totalment al bisbe Korec. Va sortir de l'hospital, i va treballar primer com a escombrariaire a Bratislava i després en una fàbrica de quitrà. Però la seva salut es va deteriorar. Oferia la primera hora de treball pel Papa, la segon pel Bisbe, la tercera pels joves, i així successivament. Cada hora tenia una intenció espiritual.
El 1974 es va anul·lar la rehabilitació de 1969. El bisbe Korec va ser empresonat de nou per acabar els quatre anys restants de l'antiga sentència. Posteriorment va ser alliberat per raons de salut. Va perdre el seu treball com a escombrariaire i va entrar a les files dels aturats fins que va trobar un lloc com a encarregat de magatzem en una fàbrica de productes químics, on havia de descarregar barrils. El seu "via crucis" com a obrer va durar fins a complir els seixanta anys.
El 6 de febrer de 1990, el Sant Pare va nomenar a Mons. Korec, bisbe de Nitra.
En una carta enviada al Papa el 25 de març de 1990, el bisbe Korec va reiterar la seva total obediència al successor de Pere, va donar les gràcies al Papa pel regal de la creu pectoral, recordant els seus 38 anys de missió fidel viscuda d'acord amb les instruccions de Pius XII donades el 1951 i en els últims deu anys sota les directives rebudes de Joan Pau II.
En una entrevista publicada en el diari "CAS" (Il Tempo) a l'abril de 1990, el bisbe Korec va parlar de témer només l'orgull dels homes, dels grups i dels pobles... Si un viu el manament de l'amor, va repetir, la gent a la presó canviarà. En una altra entrevista concedida a "La Civiltà Cattolica" (21 de febrer 1987), Korec va respondre a un periodista que li va preguntar alguns detalls sobre la seva vida passada: Jo no em fio molt de mi mateix. Com més passen els anys, veig més clarament que tot l'important pertany a la gràcia, és a dir a Déu.
Va ser creat i proclamat Cardenal per Joan Pau II en el consistori del 28 de juny de 1991, del títol de Ss. Fabiano e Venanzio a Villa Fiorelli (Sants Fabià i Venanci a Vila Fiorelli).
Ján Korec és autor de més de 60 volums, molts dels quals han estat publicats en diversos països.
Va ser bisbe emèrit de Nitra des del 9 de juny de 2005 fins a la seva defunció.